# Abatia
Abatia est un genre de plantes à fleurs de la famille des Salicaceae. In comprend une dizaine d'espèces d'arbres d'Amérique centrale et d'Amérique du Sud.

## Liste des espèces
- Abatia americana Eichl.
- Abatia angeliana Alford
- Abatia microphylla Taub.
- Abatia parviflora Ruiz & Pav.
- Abatia rugosa Ruiz & Pav.
- Abatia tomentosa Mart. ex Eichl.